# Johnnie Parsons

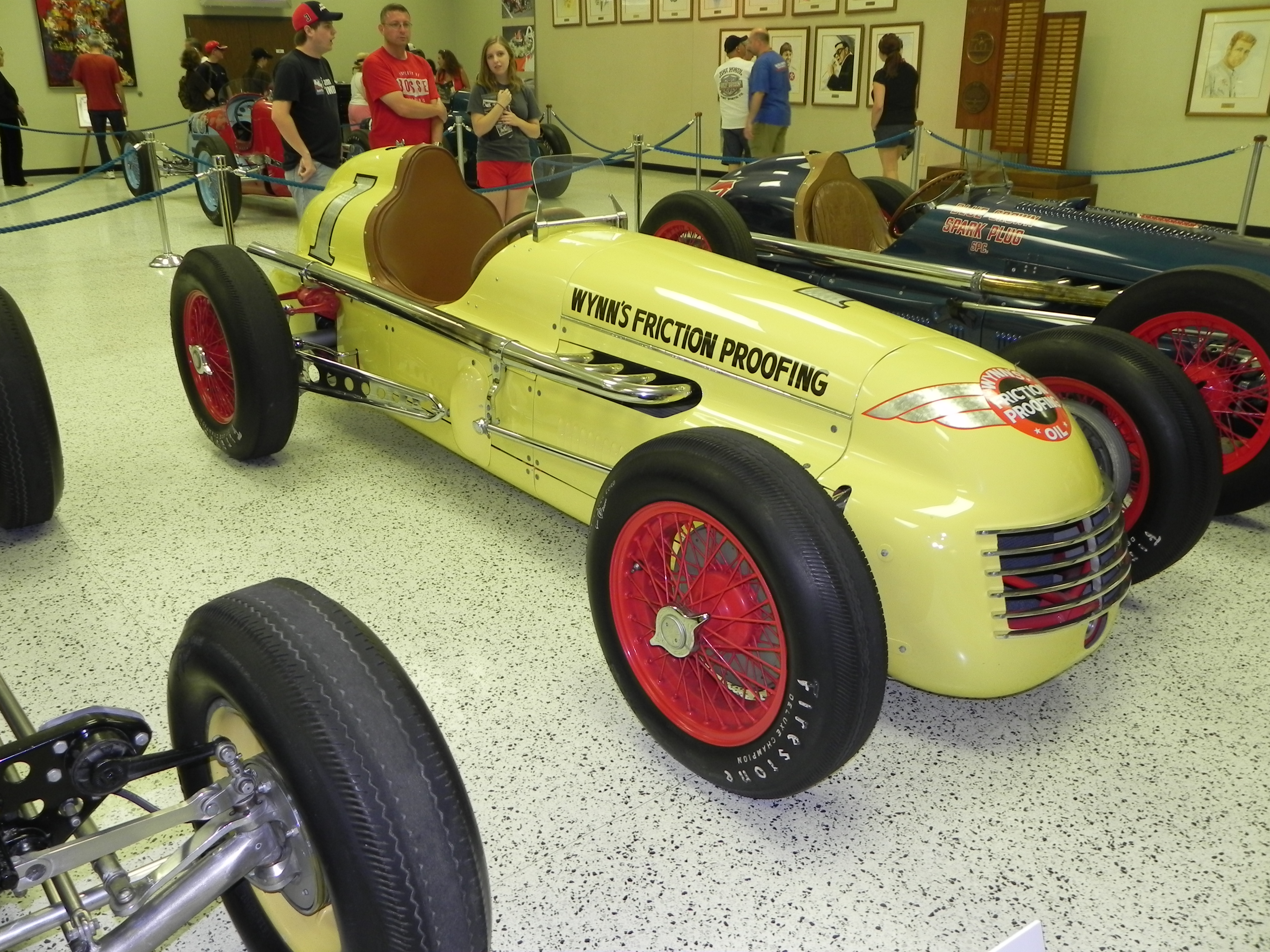
De auto van Johnnie Parsons

Johnnie Parsons (4 juli 1918 - 8 september 1984) was een Amerikaans Formule 1-coureur. Hij reed de Indianapolis 500 tien maal sinds 1949, waarvan negen hiervan, de edities van 1950 tot en met 1958 in het wereldkampioenschap Formule 1 gehouden werden. Hij behaalde in deze negen races één overwinning (de Indy 500 van 1950), één snelste ronde, één podium en 12 punten.